# ŠK Alkaloid Skopje
ŠK Alkaloid – północnomacedoński klub z siedzibą w Skopju, 26-krotny mistrz kraju, zdobywca Pucharu Europy w 2016 roku.

## Historia
Klub powstał w 1976 roku przy wsparciu przedsiębiorstwa Alkaloid. Pierwszym prezesem został Goce Dimitrow. Klub startował w mistrzostwach Jugosławii, pod koniec ich istnienia stając się czołowym klubem drugiej ligi. Po rozpadzie Jugosławii zespół uczestniczył w mistrzostwach Macedonii Północnej, zdobywając w latach 1992–2024 26 tytułów mistrzowskich. W 1994 roku klub zadebiutował w Pucharze Europy. Zespół przegrał wówczas z Beer-Sheva Chess Club i Mursą Osijek i nie wyszedł z grupy. W latach 1995–1999 Alkaloid również nie wyszedł z grupy. Następnie klub nieprzerwanie uczestniczył w Pucharze Europy do 2009 roku, najlepiej kończąc w tym okresie rozgrywki na dziewiątym miejscu (2002–2003). Z uwagi na koncentrację na sekcjach juniorskich, klub nie uczestniczył następnie w Pucharze Europy do 2014 roku. W 2015 roku zespół zajął szóste miejsce w turnieju. W sezonie 2016 klub wygrał Puchar Europy. Zespół odniósł wówczas zwycięstwa z SF Berlin 1903, Jelicą Goračići, Cheddleton & Leek Chess Club, Żiguli Samarskaja obłast i Miednym Wsadnikiem Petersburg, a zremisował z Sibirem Nowosybirsk i SzSM Moskwa. Skład drużyny stanowili wówczas Ding Liren, Dmitrij Andriejkin, Pawło Eljanow, Dmitrij Jakowienko, Yu Yangyi, Jurij Kryworuczko, Trajcze Nediew i Filip Pančevski. W 2017 roku zespół uzyskał drugie miejsce w Pucharze Europy. W sezonie 2018 Alkaloid zajął szóste miejsce w pucharze. W kolejnych edycjach klub zajął czwarte i ósme miejsce. W sezonie 2024 zespół był drugi, za 1. Novoborským ŠK.

## Arcymistrzowie w historii klubu
- Aleksiej Aleksandrow[10]
- Dmitrij Andriejkin[10]
- Włatko Bogdanowski[10]
- Marin Bosiočić[11]
- Aravindh Chithambaram[12]
- Bela Chotenaszwili[13]
- Ałeksandar Czołowiḱ[14]
- Aleksandyr Dełczew[10]
- Ding Liren[10]
- Milan Draško[10]
- Daniił Dubow[15]
- Pawło Eljanow[10]
- Arjun Erigaisi[12]
- Kirił Georgiew[10]
- Władimir Georgiew[14]
- Wladimir Hakopian[10]
- Qədir Hüseynov[10]
- Ernesto Inarkijew[10]
- Aleksandar Inđić[12]
- Velimir Ivić[12]
- Wasyl Iwanczuk[10]
- Dragolub Jaczimowiḱ[10]
- Nodirbek Jakubbojew[16]
- Dmitrij Jakowienko[10]
- Gata Kamski[10]
- Uładzisłau Kawalou[17]
- Zdenko Kožul[10]
- Jurij Kryworuczko[10]
- Rołando Kutirow[18]
- Jurij Kuzubow[14]
- Rauf Məmmədov[10]
- Şəhriyar Məmmədyarov[10]
- Wadim Miłow[10]
- S.L. Narayanan[12]
- Trajcze Nediew[10]
- Aleksandr Predke[15]
- Szant Sarksjan[19]
- Sam Shankland[17]
- Wasił Spasow[10]
- Zwonko Stanojoski[10]
- Siergiej Tiwiakow[10]
- Władisław Tkaczow[10]
- Jewgienij Tomaszewski[10]
- Wei Yi[12]
- Siergiej Wołkow[10]
- Andrij Wołokitin[10]
- Yu Yangyi[10]